# Schizodon
Schizodon és un gènere de peixos de la família dels anostòmids i de l'ordre dels caraciformes.

## Taxonomia
- Schizodon altoparanae (Garavello & Britski, 1990)[3]
- Schizodon australis (Garavello, 1994)[4]
- Schizodon borellii (Boulenger, 1900)[5]
- Schizodon corti (Schultz, 1944)
- Schizodon dissimilis (Garman, 1890)[6]
- Schizodon fasciatus (Spix & Agassiz, 1829)[7]
- Schizodon intermedius (Garavello & Britski, 1990)[3]
- Schizodon isognathus (Kner, 1858)[8]
- Schizodon jacuiensis (Bergmann, 1988)[9]
- Schizodon knerii (Steindachner, 1875)[10]
- Schizodon nasutus (Kner, 1858)[8]
- Schizodon platae (Garman, 1890)[6]
- Schizodon rostratus (Borodin, 1931)[11]
- Schizodon scotorhabdotus (Sidlauskas, Garavello & Jellen, 2007)[12]
- Schizodon vittatus (Valenciennes, 1850)[13][14][15][16][17][18][19][20]